# Rhabdochaeta neavei
Rhabdochaeta neavei är en tvåvingeart som beskrevs av Mario Bezzi 1920. Rhabdochaeta neavei ingår i släktet Rhabdochaeta och familjen borrflugor. Inga underarter finns listade i Catalogue of Life.